# トヨタ・S型エンジン (2代目)
トヨタ・S型エンジン（トヨタ・エスがたエンジン）は、トヨタ自動車製水冷直列4気筒ガソリンエンジンの系列で、R型エンジンの後継機種として登場。本項目では、その第2世代目について述べる。初代についてはトヨタ・S型エンジン (初代)を参照。
市販車ではFF化以降のセリカ/カリーナ/コロナやカムリ/ビスタなどをはじめとした1980年代後半から2000年頃までのCセグメント～Dセグメント車種に幅広く搭載された。またS型の鋳鉄製シリンダーブロックは充分な強度を有していたため、モータースポーツ用のベースエンジンとしてF3やスポーツプロトタイプカー、ツーリングカー、WRCラリーカーなど様々なジャンルで採用された。

## 概要
- 生産期間
  - 国内向け：1981年6月 - 2007年6月

## 系譜
- エンジン型式一覧の自動車用エンジンの系譜を参照。

## 型式

### 1S系(1832cc)

#### 1S-U
- 搭載車種（車両型式）
  - （初）3代目セリカ（SA60）
  - 3代目カリーナ（SA60）
  - 7代目コロナ（ST140）
  - 5代目マークII（SX70）

#### 1S-LU
- 生産期間
  - 国内向け：1981年12月 - 1983年8月
- 種類：SOHC 8バルブ 横置きエンジン
- 搭載車種（車両型式）
  - （初）2代目カムリ/初代ビスタ（SV10）（トヨタ初のエンジン横置きFF車）
  - 8代目コロナ5ドアセダン（ST150）

#### 1S-iLU (1S-i)
セントラルインジェクション (Ci) 初採用エンジン。
- 生産期間
  - 国内向け：1983年9月 - 1988年4月
- 種類：SOHC 8バルブ Ci 横置きエンジン
- 排気量：1.832L
- 内径×行程：80.5×89.9(mm)
- 圧縮比：9.1
- スペック：（1）105ps（77kW）5,400rpm　16.0kg・m（157N・m）3,000rpm（グロス値）
- スペック：（2）105ps（77kW）5,400rpm　16.3kg・m（160N・m）2,800rpm（グロス値）
- スペック：（3）85ps（63kW）5,200rpm　14.5kg・m（142N・m）3,000rpm（ネット値）
- 搭載車種（車両型式）
  - （初）8代目コロナ（ST150）
  - 2代目カムリ/初代ビスタ（SV10）
  - 3代目カムリ/2代目ビスタ（SV20）

#### 1S-ELU
- 生産期間
  - 国内向け：1983年9月 - 1988年4月
- 種類：SOHC 8バルブ EFI 横置きエンジン
- 排気量：1.832L
- 内径×行程：80.5×89.9(mm)
- 圧縮比：9.1
- スペック：115ps（85kW）5,400rpm　16.7kg・m（164N・m）4,000rpm
- 搭載車種（車両型式）
  - （初）8代目コロナ（ST150）

### 2S系(1995cc)

#### 2S-ELU
- 生産期間
  - 国内向け：1982年7月 - 1986年6月
- 種類：SOHC 8バルブ EFI
- 排気量：1.995L
- 内径×行程：84.0×89.9(mm)
- 圧縮比：9.1
- 参考出力：88kW(120ps)/5,400rpm
- 参考トルク：173N・m(17.6kg・m)/4,000rpm
- 搭載車種（車両型式）
  - （初）2代目カムリ/初代ビスタ（SV11）

### 3S系(1998cc)

#### 3S-FE
ハイメカツインカム初採用エンジン
- 種類：DOHC 16バルブ EFI ハイメカツインカム
- 参考出力

1. 103kW(140ps)/6,000rpm
2. 118kW(160ps)/6,100rpm（コンフォートGT-Zスーパーチャージャー）

- 参考トルク

1. 186N・m(19.0kg・m)/4,400rpm
2. 221N・m(22.5kg・m)/3,300rpm（コンフォートGT-Zスーパーチャージャー）

- 搭載車種（車両型式）
  - （初）3代目カムリ/2代目ビスタ（SV21）
  - 9代目コロナ（ST171）
  - 4代目カムリ/3代目ビスタ（SV32）
  - 10代目コロナ（ST191）
  - 初代カルディナ（ST191G/ST195G）
  - 2代目カルディナ（ST210G/ST215G）
  - 初代イプサム(SXM10G/SXM15G)
  - 初代ナディア(SXN1#/ACN10)
  - ガイア（MC前）(SXM10G/SXM15G)
  - 5代目カムリ/4代目ビスタ（SV41）
  - 5代目ビスタ・ビスタアルデオ（SV50/50G）初期型の4WD仕様にのみ搭載
  - 11代目コロナプレミオ（ST210）
  - 初代RAV4（SXA10）
  - 初代コンフォート（SXS13）
  - 5代目ライトエースノア/3代目タウンエースノア（SR40G/SR50G）
  - 初代トヨタ・カレン（ST206）
  - 6代目トヨタ・セリカ（ST202）
  - タウンエースノア（GF-SR50G）

初期モデルではディストリビュータを使用していたが、ダイレクトイグニッションタイプに変更になる。
ヘッド形状により、オイルスラッヂが非常に発生しやすい。　

#### 3S-FSE
トヨタ初のガソリン直噴エンジン「D-4」

ベーン式VVT-iの初搭載エンジン（ベーン式の機構としては世界初）
- 種類：DOHC 16バルブ D-4 VVT-i
- 排気量：1.998L
- 内径×行程：86.0×86.0(mm)
- 圧縮比：10.0
- 参考出力：107kW(145ps)/6,000rpm
- 参考トルク：196N・m(20.0kg・m)/4,400rpm
- 搭載車種（車両型式）
  - （初）11代目コロナプレミオ（ST210）
  - 5代目ビスタ・ビスタアルデオ（SV50/50G）
  - ナディア（SXN10/10H）

#### 3S-GELU (3S-GE)
DUAL VVT-i初搭載エンジン
- 種類
  - DOHC 16バルブ EFI
  - DOHC 16バルブ EFI VVT-i
  - DOHC 16バルブ EFI DUAL VVT-i
- 重量：160kg
- 参考出力：140kW(190ps)/7,000rpm（VVT-i仕様）
- 参考トルク：206N・m(21.0kg・m)/6,000rpm（VVT-i仕様）
- 搭載車種（車両型式）
  - （初）2代目カムリ/初代ビスタ（SV12）（日本初のFF横置きDOHCエンジン車）
  - 3代目カムリ/2代目ビスタ（SV21）
  - 4代目カムリ/3代目ビスタ（SV32）
  - 9代目コロナ2000GT-R（ST171）
  - 2代目MR2（SW20）
  - カルディナ（ST195G～ST215G）
  - アルテッツァ（SXE10）
  - カリーナED（ST160系～ST200系）
  - コロナエクシヴ（ST180系～ST200系）
  - コロナクーペ
  - カレン

#### 3S-GTE
- 生産期間
  - 国内向け：1986年1月 - 2007年6月
- 種類：DOHC 16バルブ インタークーラーターボ EFI
- 排気量：1.998L
- 内径×行程：86.0×86.0(mm)
- 圧縮比：9.0
- 参考出力：191kW(260ps)/6,200rpm（ST246型カルディナ）
- 参考トルク：324N・m(33.0kg・m)/4,400rpm（ST246型カルディナ）
- 搭載車種（車両型式）
  - 4代目・5代目・6代目セリカ（ST165/185/205）
  - 2代目MR2（SW20）
  - 2代目・3代目カルディナ（ST215W/246W）

### 4S系(1838cc)

#### 4S-Fi
- 生産期間
  - 国内向け：1987年11月 - 1990年6月
- 種類：DOHC 16バルブ Ci ハイメカツインカム
- 排気量：1.838L
- 内径×行程：82.5×86.0(mm)
- 圧縮比：9.3
- 出力：77kW(105ps)/5,600rpm
- トルク：149N・m(15.2kg・m)/2,800rpm
- 搭載車種（車両型式）
  - （初）9代目コロナ（ST170-A、初期型）/5代目カリーナ（ST170-C、初期型）
  - 　初代カリーナED(ST163、後期型MC後)
  - 2代目カリーナED/初代コロナエクシヴ（ST180/ST181、初期型）
  - 6代目マークII/4代目チェイサー/3代目クレスタ（SX80、初期型）

#### 4S-FE
- 生産期間
  - 国内向け：1990年6月 - 2001年6月
- 種類：DOHC 16バルブ EFI ハイメカツインカム
- 排気量：1.838L
- 内径×行程：82.5×86.0(mm)
- 圧縮比：9.5
- 参考出力（1）：115ps（85kW）/5,600rpm
- （2）：120ps（88kW）6,000rpm
- （3）：92kW(125ps)/6,000rpm
- 参考トルク（1）：16.0kg・m（157N・m）4,400rpm
- （2）162N・m(16.5kg・m)/4,600rpm
- 搭載車種（車両型式）
  - （初）3/4/5代目カムリ、2/3/4代目ビスタ（SV22/30/40）
  - 6/7代目マークII、4/5/6代目チェイサー、3代目/4代目クレスタ（SX80/90）
    - チェイサーのみX100系にも設定(SX100)あり。

  - 9/10代目コロナ、5/6代目カリーナ（ST170/190）
  - 初代/2代目コロナエクシヴ、2/3代目カリーナED(ST180、181/ST200、201)
    - ST180系への搭載は90年8月改良型から

  - 初代カルディナ（ST190G）
  - 初代コンフォート（SXS11）
  - トヨタ・カレン

### 5S系(2163cc)

#### 5S-FE
- 種類：DOHC 16バルブ EFI ハイメカツインカム
- 参考出力：103kW(140ps)/5,600rpm
- 参考トルク：191N・m(19.5kg・m)/4,400rpm
- 搭載車種（車両型式）
  - （初）セプター（SXV10）
  - マークIIクオリス（SXV20W-H/25W-H）
  - カムリグラシア（SXV20）
  - 6代目カムリ（SXV20）
  - 2代目MR2（SW21：北米仕様のみ）
  - 初代ハリアー（SXU10W/15W）

直4エンジンにしては排気量が大きいため、この型式のみバランスシャフトを搭載している。
　